# 황영재
황영재(1982년 6월 21일~ )는 대한민국의 전직 스타크래프트 프로게이머 출신 방송인이자 게임 해설자이다. 종족은 프로토스이며, 아이디는 Gisado이다. 스플래시 프로토스의 개념 창시자이다.
1999년 아마추어 프로게이머로 이름을 날렸으며, 2001년 군입대로 은퇴하였다.
2010년 인터넷 방송 아프리카에서 스타크래프트 II 방송 대회 기사도 연승전을 개최, 방송하였다.
2010년 10월 곰TV에 정식 합류, 스타크래프트 II 방송 대회 기사도의 스타챌린지를 진행하기도 했다. 그 뒤로 지금까지 곰TV의 스타크래프트 II 리그 해설을 맡고있다.
GOMTV의 AOL(Arena Of Legend) 일명 킹 오브 콩스의 해설을 단독으로 하며 수많은 어록을 남겼다.

## 주요 기록
- 1999년 나모모리그 2회 우승
- 2000년 Gamelight배 Korea Guild Death Match 준우승
- 2000년 전국케이블TV게임챔피언십2000 8강
- 2000년 Korea e-Sports Championship 8강
- 2000년 Kamex2000 스타대회 16강

## 같이 보기
- 안준영
- 박대만
- 채정원